# Нежный батизавр
Нежный батизавр (лат. Bathysaurus mollis) —вид лучепёрых рыб семейства батизавровых (Bathysauridae). Морские придонные рыбы, обитают на больших глубинах. Распространены в умеренных и тропических водах всех океанов. Гермафродиты. Максимальная длина тела 78 см.

## Таксономия и этимология
Вид Bathysaurus mollis  впервые описан в 1878 году английским зоологом немецкого происхождения Альбертом Гюнтером (англ. Albert Karl Ludwig Gotthilf Günther (1830—1914)) на основании материалов, собранных в экспедиции «Челленджера», и помещён в семейство ящероголовых (Synodontidae).
Видовое название дано от лат. mollis – нежный, вероятно из-за наличия жирового плавника.

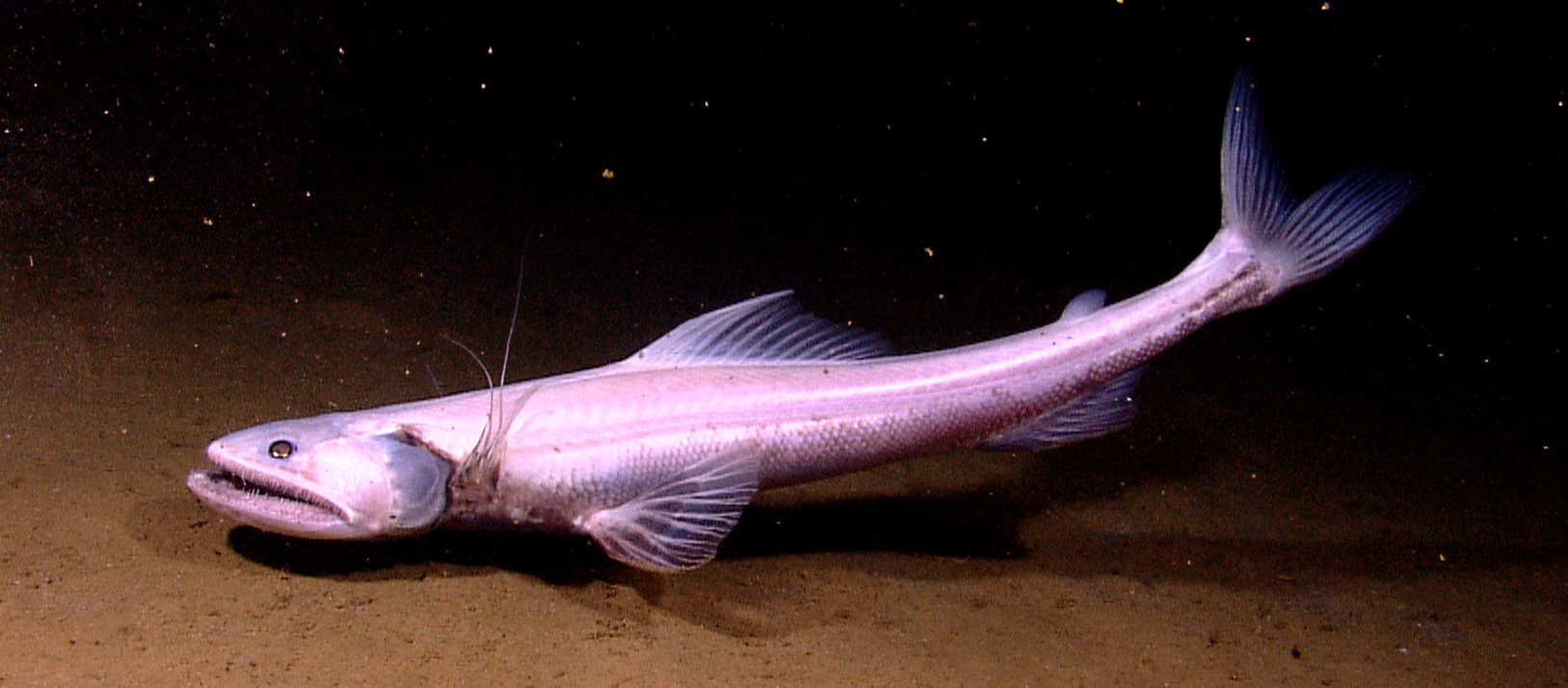

## Описание
Вытянутое тело цилиндрической формы покрыто крупной чешуёй, в боковой линии чешуя увеличенная. Голова сильно сжата в дорсовентральном направлении. Окончание верхней челюсти заходит далеко за вертикаль, проходящую через задний край глаза. Нижняя челюсть немного выступает вперёд. На обеих челюстях многочисленные многорядные острые игловидые зубы, загнутые назад. Зубы видны даже при закрытом рте. Есть зубы на сошнике. Глаза небольшие с очень большим зрачком. Жаберные тычинки редуцированы до небольших клочков шипиков на жаберных дугах. Спинной плавник с 15—17 мягкими лучами расположен в средней части тела на уровне вертикали, проходящей за основаниями брюшных плавников. Длина основания спинного плавника намного короче расстояния между ноздрями и началом спинного плавника, в 1¼ раза длиннее основания анального плавника. В анальном плавнике 11—13 мягких лучей. В грудных плавниках 16—17 мягких лучей, центральный луч удлинённый, но не ветвистый. В брюшных плавниках 8 мягких лучей. Хвостовой плавник раздвоенный. Боковая линия не заходит на начало хвостового плавника. Есть жировой плавник. Позвонков 50—52.
У нежного батизавра довольно большая печень, её масса составляет 5% от общей массы тела.
Окраска тела беловатая. Брюшина, ротовая и жаберная полости чёрные.
Максимальная длина тела 78 см, обычно около 40 см.

## Биология

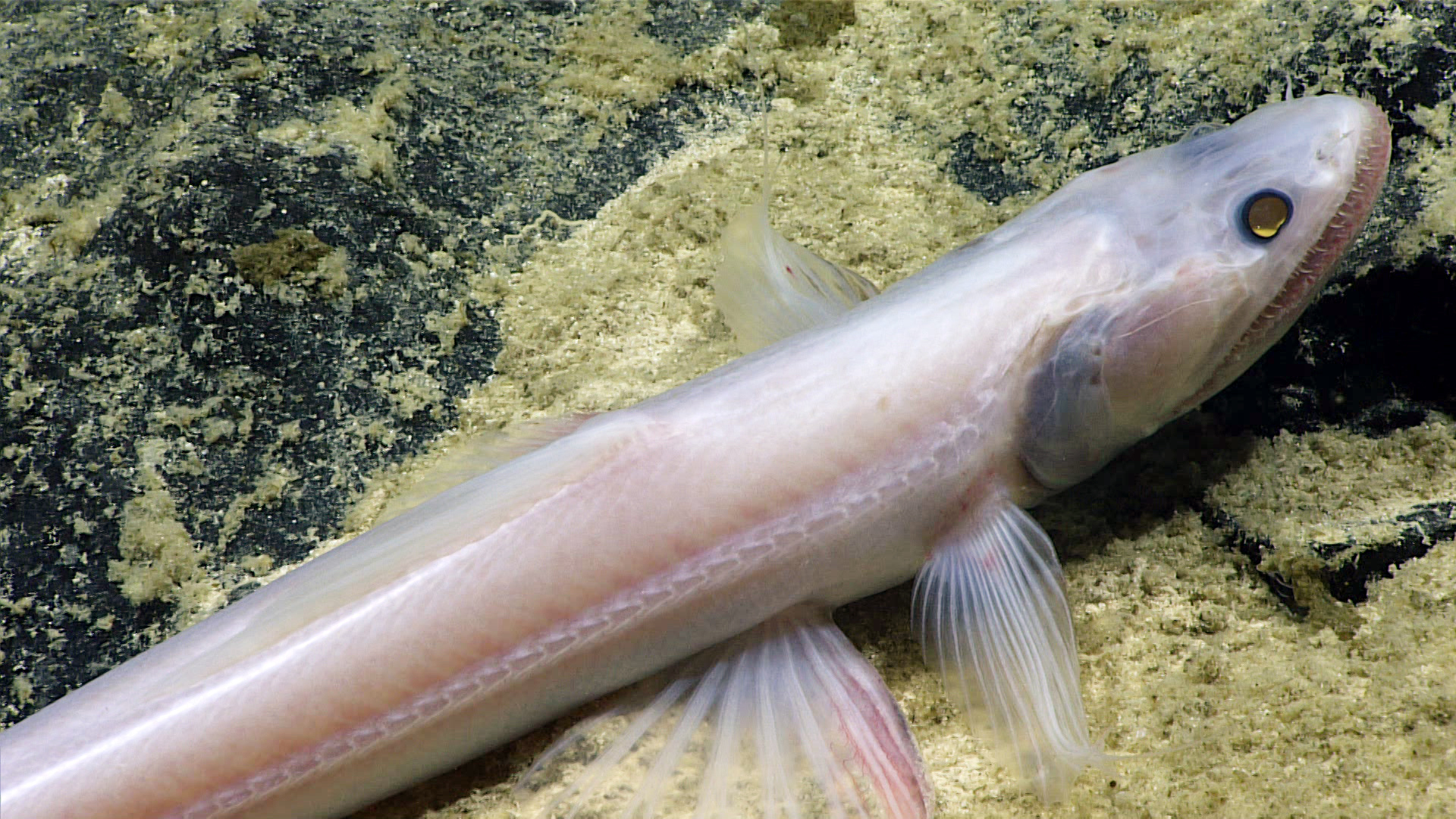

Морские донные рыбы, обитают на глубине от 1550 до 4850 м, обычно глубже 2000 м, при температуре воды ниже 4° С. Ведут одиночный образ жизни.
Питаются главным образом рыбой, а также донными и батипелагическими ракообразными. Обычно неподвижно лежат на дне с несколько приподнятой головой. Резким броском хватают любую приближающуюся добычу.
Нежный батизавр является синхронным гермафродитом, т.е. каждая особь имеет одновременно функциональные женские и мужские репродуктивные ткани. Икра, личинки и постличинки пелагические. Личиночное развитие протекает медленно и продолжается длительный период времени. В это время личинки ведут планктонный образ жизни в пределах нескольких сотен метров от поверхности воды. Затем происходит быстрая трансформация к мальковой стадии и переход к придонному образу жизни.

## Ареал
Распространены циркумглобально в умеренных, субтропических и тропических водах между 50° с. ш.  и 20° ю. ш., за исключением тропических областей восточной Пацифики.